# MoltenVK
MoltenVK — программная библиотека, позволяющая приложениям Vulkan работать поверх Metal в операционных системах Apple macOS, iOS и tvOS . Это первый программный компонент, выпущенный для Vulkan Portability Initiative, проекта, в рамках которого Vulkan работает на платформах, на которых отсутствуют собственные драйверы Vulkan.
MoltenVK имеет некоторые ограничения по сравнению с оригинальной реализацией Vulkan, связанные с Metal API.

## История
MoltenVK был впервые выпущен как проприетарный и коммерческий продукт The Brenwill Workshop 27 июля 2016 года.
31 июля 2017 года Khronos объявила о создании технической подгруппы Vulkan Portability.

### Открытый исходный код
26 февраля 2018 года Khronos объявили, что Vulkan стал доступен для систем macOS и iOS через библиотеку MoltenVK. Valve объявила, что Dota 2 будет работать на macOS с использованием API Vulkan с помощью MoltenVK, и что они договорились с разработчиком The Brenwill Workshop Ltd о выпуске MoltenVK как программного обеспечения с открытым исходным кодом под лицензией Apache License версии 2.0.
30 мая 2018 года Qt был обновлён с помощью Vulkan для Qt на macOS при помощи MoltenVK. 31 мая 2018 года была выпущена дополнительная поддержка Vulkan для Dota 2 на macOS. Тесты для игры были доступны на следующий день, показывая лучшую производительность с использованием Vulkan и MoltenVK по сравнению с OpenGL. 20 июля 2018 года в обновлении Wine появилась поддержка Vulkan на macOS с помощью MoltenVK. 29 июля 2018 года было опубликовано первое приложение, использующее MoltenVK в App Store, после первоначального отклонения модерацией. 6 августа 2018 года Google открыл исходный код Filament, кроссплатформенного физического механизма рендеринга в реальном времени с MoltenVK для macOS и iOS. 28 ноября 2018 года Valve выпустила Artifact, свою первую игру использующую только Vulkan на macOS с использованием MoltenVK.

### Версия 1.0
29 января 2019 года был выпущен MoltenVK 1.0.32 с ранним прототипом Vulkan Portability Extensions. Эмуляторы RPCS3 и Dolphin получили обновление в котором появилась поддержка Vulkan на macOS с помощью MoltenVK. 13 апреля 2019 года был выпущен MoltenVK 1.0.34 с поддержкой тесселяции . 30 июля 2019 года был выпущен MoltenVK 1.0.36, ориентированный на Metal 3.0. 31 июля 2020 года был выпущен MoltenVK 1.0.44, в котором добавлена поддержка платформы tvOS . 23 января 2020 года MoltenVK был обновлён для поддержки некоторых новых функций Vulkan 1.2, начиная с Vulkan SDK 1.2.121.

### Версия 1.1
1 октября 2020 г. был выпущен MoltenVK 1.1.0, в котором добавлена полная поддержка Vulkan 1.1, начиная с Vulkan SDK 1.2.154.
9 декабря была выпущена версия 1.1.1, обеспечивающая поддержку Vulkan на графических ядрах процессора Apple Silicon и поддержку платформы Mac Catalyst для переноса приложений iOS/iPadOS на macOS.